# Ciclobutadiene
Il ciclobutadiene è il più piccolo [n]annulene (un [4]annulene) e possiede un tempo di esistenza minore di cinque secondi allo stato libero. 
Ha formula chimica C4H4 e ha struttura rettangolare confermata dalle tecniche a raggi infrarossi. Questa evidenza contrasta con la geometria quadrata predetta dalla semplice teoria di Hückel. Benché possegga doppi legami coniugati, avendo 4 elettroni π non segue la regola di Hückel e non è un composto aromatico. Trattasi, piuttosto, di un biradicale. 
Alcuni composti metallorganici del ciclobutadiene sono stabili grazie al contributo elettronico dell'atomo metallico che fornendo due elettroni favorisce la stabilizzazione della struttura. Sono noti anche derivati ciclobutadiene-sostituiti stabili a temperatura ambiente.
L'energia degli elettroni π del ciclobutadiene è maggiore rispetto a quella che caratterizza la controparte a catena aperta rappresentata dall'1,3-butadiene, e quindi si dice che questo composto è antiaromatico piuttosto che aromatico. Come risultato di ciò, la molecola in questione è altamente reattiva e possiede un tempo di vita molto breve. Il ciclobutadiene dimerizza tramite reazione di Diels-Alder fino a temperatura di -78 °C.

## Sintesi
Dopo numerosi tentativi, il ciclobutadiene fu sintetizzato per la prima volta nel 1965 da Rowland Pettit della University of Texas, sebbene non riuscì a isolarlo. Un pratico metodo di sintesi consiste nello sfruttare la degradazione di un derivato organometallico del ciclobutadiene. Ad esempio, facendo reagire C4H4Fe(CO)3 con nitrato di cerio(IV) e ammonio (CAN) si genera ciclobutadiene che può essere sfruttato come intermedio di sintesi. Nell'esempio seguente per reazione con un alchino elettron-deficiente (a causa della presenza di gruppi con effetto elettron-attrattore) si ottiene come prodotto finale un derivato dell'acido ftalico, il dimetil ftalato.